# UUM-44 SUBROC
UUM-44 SUBROC  var en ubåtsjaktrobot som användes av amerikanska flottans atomdrivna attackubåtar. Den bar en 250 kt nukleär stridsspets.

## Utveckling

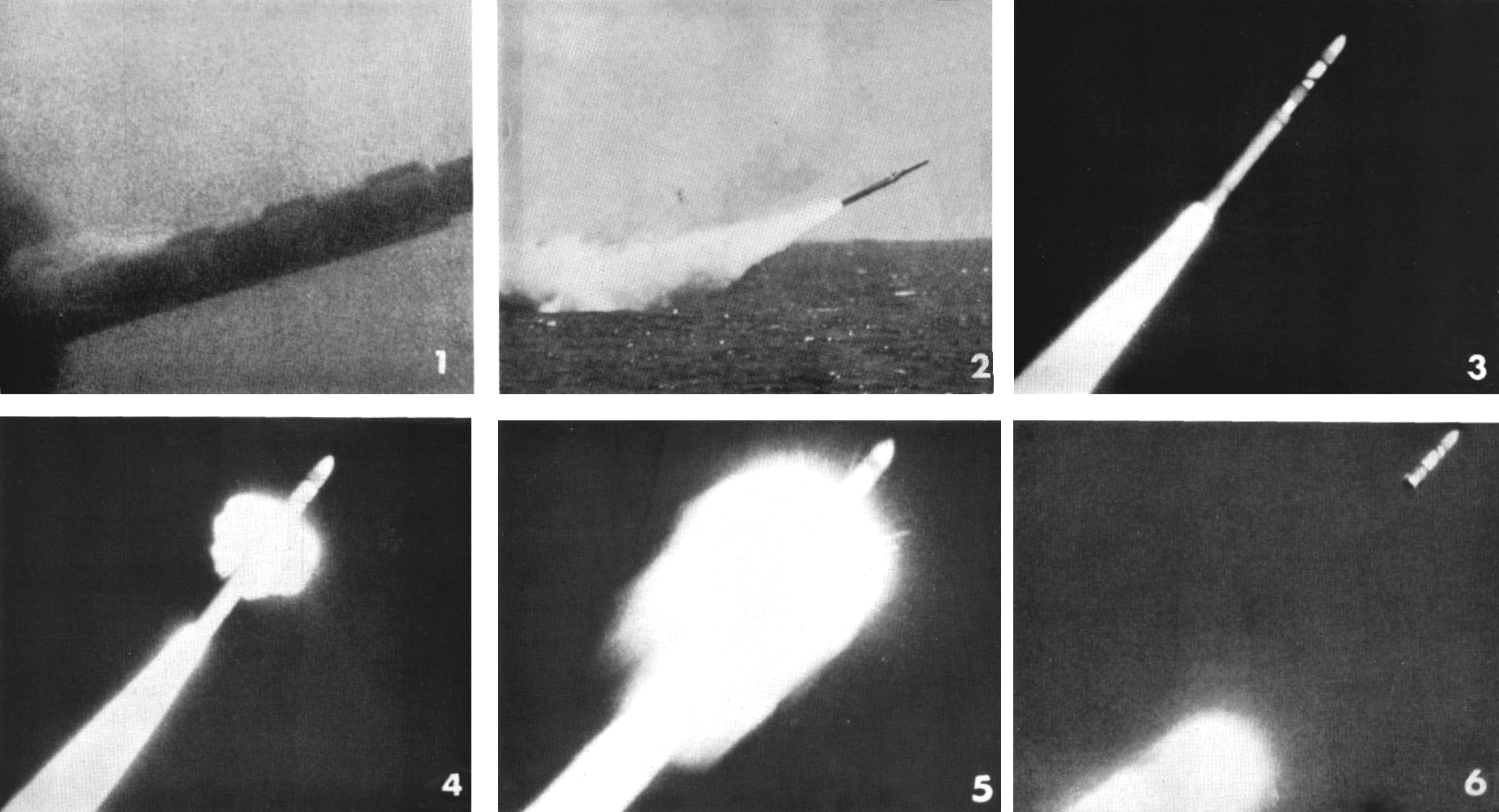
SUBROC startsekvens, 1964.

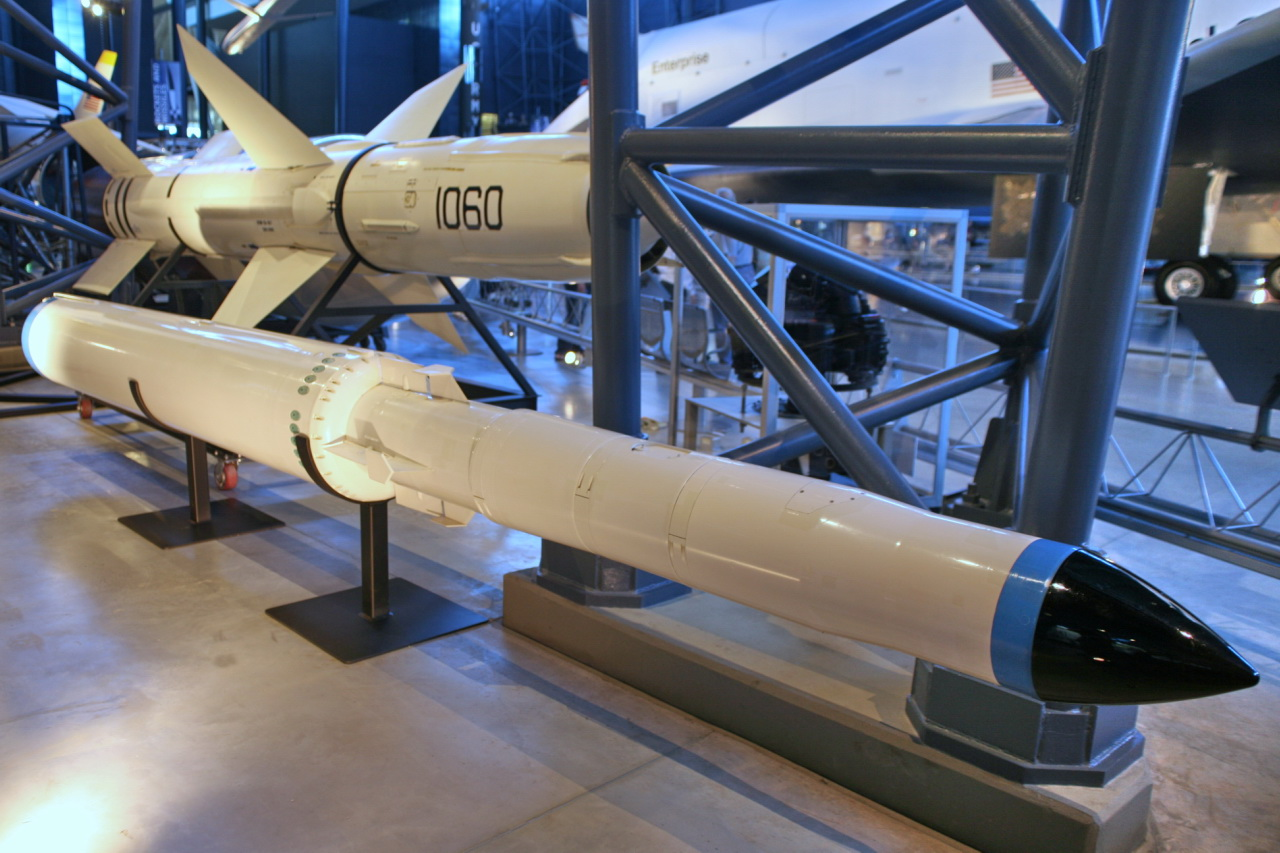
SUBROC på Steven F. Udvar-Hazy Center.

I början av 1950-talet, hade hydrofontekniken utvecklats till en sådan nivå, att ubåtar nu kunde upptäcka andra ubåtar på avstånd som var så stora att man inte kunde bekämpa dem med samtida torpeder. Olika studier diskuterade kärnvapenbestyckade ubåtsjaktrobotar för att ge amerikanska attackubåtar möjlighet att angripa ubåtar i hela deras detekteringsområde.
I juni 1958 började utvecklingen av SUBROC  vid Naval Ordnance Laboratory White Oak, Goodyear Aerospace valdes som tillverkare och systemintegratör.  Den första provskjutningen av en SUBROC prototyp skedde i augusti 1959 men många tekniska problem försenade utvecklingen. SUBROC avfyrades från torpedtuber, som måste vattenfyllas innan avfyrning. Det kalla havsvattnet kylde det fasta bränslet, vilket ledde till förbränningsproblem. Uppkomsten av luftbubblor runt roboten under utskjutningen kunde förhindra motortändning eller störa styrsystemet. Slutligen skulle roboten var tvungen att stå emot de extrema mekaniska krafterna på roboten när den bröt igenom vattenytan. Problemen löstes först 1965 när UUM-44 SUBROC tog i tjänst ombord på attackubåten USS Permit.

## Användning
UUM-44A sköts ut horisontellt från ubåtens 53,3 cm (21 tum) torpedtuber. Efter att ha glidit ett par sekunder till ett säkert avstånd från ubåten, startades raketmotorn. Roboten kontrollerades både under vatten och i luften av fyra jetdeflektorer i raketdysan. När den hade lämnat vattnet, accelererade roboten snabbt till överljudshastighet. Kearfott SD-510 tröghetsstyrsystemet riktade UUM-44A mot det förutbestämda  målläget. Information om den här platsen lämnades till roboten innan avfyrningen av ubåtens eldledningssystem. Vid en viss beräknad punkt av banan skildes stridsspetsen från motordelen med hjälp av explosiva bultar. Under vattenytan skulle stridsspetsen sjunka till ett förutbestämt djup och detonera W55 kärnstridsspetsen som hade en dödlig radie av cirka 8 km. W55 var 35 cm i diameter, en meter lång, och vägde 213 kg. Sprängkraften hos W55 ges av olika källor som antingen ett fåtal kiloton (5/1 kT) eller 250 kT, men den senare värdet verkar vara den sanna nominella sprängkraften. En fientlig ubåt som upptäcktes och lokaliseras av en attackubåt, hade nästan ingen chans att undkomma en SUBROC, särskilt eftersom dess hydrofon inte kunde upptäcka roboten i luften.
Produktionen av SUBROC upphörde 1968. SUBROC användes aldrig i strid, och alla 285 stridsspetsar togs ur tjänst 1990 efter slutet av Kalla kriget. Eftersom den nukleära stridsspetsen var en integrerad del av vapnet, kunde inte SUBROC exporteras till andra flottor. Mot slutet av 1970-talet planerades för en efterträdare, UUM-125 Sea Lance, som började utvecklas på 1980-talet, men utvecklingen försenades på grund av ekonomiska problem och avbröts så småningom.